# Walerian Stanisławski
Walerian Stanisławski (łac. Valerianus Stanislaviensis), (zm. 16 grudnia 1681 w Barwałdzie Dolnym) – polski kapłan rzymskokatolicki, proboszcz parafii w Bielanach, Kozach i Barwałdzie Dolnym.

## Rodzina
Urodził się jako syn drabożnego (być może był to właściciel lub pracownik folwarku Drabóż w Stanisławiu) oraz Reginy Stanisławskiej. Jego nazwisko na skutek tłumaczenia z łaciny występowało w kilku formach, m.in. Stanisławiecki, Stanisławowiecki czy Stanisławczyk.

## Proboszcz
Wiadomo, że do 1668 roku był proboszczem w Bielanach, Kozach i Barwałdzie Dolnym.
W 1638 roku rozpoczął pracę duszpasterską w kościele Wniebowzięcia NMP w Barwałdzie Dolnym (obecnie jest on pod wezwaniem św. Erazma). Jego tutejsza działalność skupiała się na umocnieniu parafii. Dzięki niemu wzniesiono tutaj trzy ołtarze, chór, organy, ambonę, ławki, konfesjonał i kruchty boczne, wprawiono trzecie okno, obito blachą kopułę wieży, naprawiono ogrodzenie, zbudowano szkołę, przelano i sprawiono nowy dzwon, pomalowano kościół oraz odnowiono szaty i naczynia liturgiczne. Prowadził także inwentarze dóbr kościelnych, zachowane do dziś.
Z kolei w nieistniejącym już kościele św. Andrzeja w Barwałdzie Średnim ufundował ołtarz, ambonę, konfesjonał, chór, zakrystię oraz zakupił dwa dzwony.
W aktach bielańskiej parafii z 1664 roku zostaje odnotowany jako Stanisław Barwałdzki. Wraz z matką (która została pochowana w tej świątyni) wyposażył tutejszy kościół, który prawdopodobnie spłonął w XVIII wieku. W nowym jego budynko do dziś zachował się obraz, przedstawiający go wraz z matką podczas modlitwy pod krzyżem.

## Śmierć
Zmarł we wtorek trzeciego tygodnia adwentu, 16 grudnia 1681. Został pochowany na przykościelnym cmentarzu. Według legendy, parobek Wojciech Patura ze Śleszowic podczas orki na plebańskich ziemiach odkopał nagrobek księdza Stanisławskiego, wykonany podobno przez niego samego. Wyryta została na nim łacińska sentencja: Qui me plasmasti, miserere mei. Znalezione szczątki przeniesiono na tutejszy cmentarz, natomiast płytę nagrobną osadzono w przykościelnym murze. Została ona odnowiona w 2018 roku.